# Concepción (vulcão)
O Concepción é um dos dois vulcões (junto ao Maderas) que formam parte da ilha de Ometepe, situada no Lago Nicarágua, na América Central.
É um dos vulcões ativos da Nicarágua que apresenta uma atividade permanente de baixa intensidade com pequenos terremotos, emanação constante de gases vulcânicos e pequenas explosões na sua cratera.

## Características
O Concepción é um estratovulcão ativo que forma a parte noroeste da Ilha de Ometepe. Ele tem 1.610 m de altura e repousa sobre uma base de argila lacustre do Quaternário com 1 km de espessura. É considerado um vulcão "intocado" porque não houve influência de outros vulcões em seu crescimento. O crescimento do vulcão ocorre em fases, com base nas fraquezas da crosta em que o vulcão se baseia. À medida que cresce com o fluxo adicional de magma, o vulcão cresce em massa e exerce pressão sobre a crosta. Isso gera mudanças que, por sua vez, causam mais crescimento vulcânico. Isso afeta a câmara magmática que inicia o ciclo novamente com crescimento devido ao fluxo magmático.
Desde 1883, o Concepción entrou em erupção pelo menos 25 vezes; uma de suas últimas erupções foi em 9 de março de 2010. As erupções do Concepción são caracterizadas por explosões frequentes e de tamanho moderado. Fumarolas ativas estão presentes ao norte da cratera do cume do Concepción.
Aventureiros de todo o mundo viajam para a Ilha Ometepe para escalar o Vulcão Concepción. Existem inúmeras trilhas na floresta tropical que circunda o pico coberto de cinzas do vulcão.